# Inmunoelectroforesis

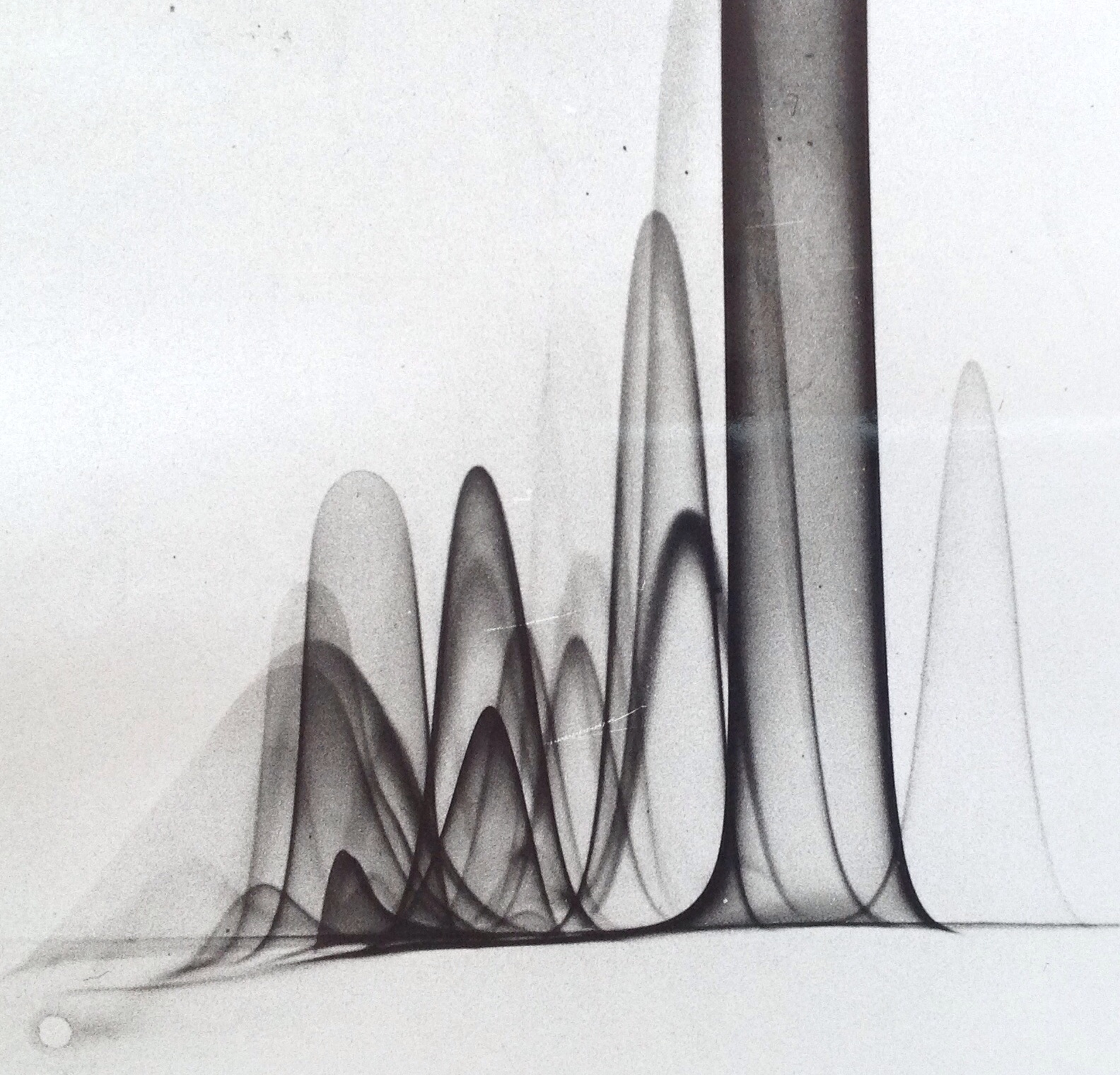
Inmunoelectroforesis cruzada de dos microlitros de suero humano normal contra anticuerpos contra proteínas séricas humanas. Análisis hecho en 1975.

La inmunoelectroforesis es el nombre genérico que reciben un amplio número de métodos bioquímicos para la separación y caracterización de proteínas basadas en la electroforesis y la reacción con anticuerpos. Todas las variantes de la inmunoelectroforesis requieren inmunoglobulinas, anticuerpos que van a reaccionar con las proteínas que se desea separar o caracterizar. Los métodos fueron desarrollados y usados ampliamente durante la segunda mitad del siglo XX.

## Procedimiento
Se suele utilizar un gel de agarosa al 1% con un grosor cercano al milímetro, y un pH en torno al 8,6. Esto sirve tanto para la electroforesis como para la reacción con los anticuerpos. Se prefiere la agarosa como matriz de soporte porque tiene un tamaño de poro mayor que otros medios, que permiten el libre paso y separación de las proteínas, pero en cambio es lo suficientemente estrecho como para impedir el paso de los complejos antígeno-anticuerpo. El elevado pH se utiliza porque, en esas condiciones, los anticuerpos son prácticamente inmóviles. Se suele emplear una bañera de electroforesis de tipo horizontal.
Los complejos de inmunoprecipitación se pueden ver en el mismo gel de agarosa, pero requieren ser teñidos con colorantes para proteínas tales como el Azul Coomassie. En contraste con la electroforesis en gel SDS, la electroforesis en gel de agarosa permite que las proteínas estén en forma nativa (estructura cuaternaria), por lo que la inmunoelectroforesis permite la caracterización de la actividad enzimática y la unión a ligandos además de la separación electroforética.

## Tipos
En orden de aparición, los métodos inmunoelectroforéticos fueron:
- Análisis inmunoelectroforético (Inmunoelectroforesis de una dimensión)
- Inmunoelectroforesis cruzada (Inmunoelectroforesis cuantitativa en dos dimensiones)
- Inmunoelectroforesis en cohete (Inmunoelectroforesis cuantitativa de una dimensión)
- Contrainmunoelectroforesis
- Inmunoelectroforesis de afinidad

El Análisis inmunoelectroforético es el más clásico de los ensayos. Se fundamenta en la separación de las proteínas por electroforesis, tras la que se aplica, sobre el gel de agarosa, el suero de anticuerpos sobre las proteínas ya separadas, tras lo que se forma un precipitado tras un período adecuado de difusión, para permitir que las proteínas se encuentren con sus anticuerpos específicos. La introducción de este ensayo conllevó un gran avance de la química de las proteínas, y muchos de los descubrimientos de proteínas en líquidos y extractos biológicos se realizaron por este método: permitió caracterizar un gran número de proteínas en suero y además se pudo establecer la existencia de distintas clases de inmunoglobulinas y sus diferentes características electroforéticas.
La inmunoelectroforesis cruzada, también llamada Inmunoelectroforesis cuantitativa de dos dimensiones, difiere del método anterior en el hecho de que las proteínas, tras su electroforesis inicial, no se incuba con anticuerpos. En su lugar, se vuelven a someter a una segunda electroforesis, esta vez en un gel que además de buffer y agarosa, contiene los propios anticuerpos contra la proteína de interés., de forma que es durante esta segunda operación cuando se forman los inmunoprecipitados, de tal manead que cada precipitado tendrá sus propias características migratorias, con lo cual, cada banda que veamos corresponderá a un antígeno diferente, y además podremos, según la posición del precipitado, conocer la cantidad de proteína así como la cantidad de anticuerpo específico en el gel, de manera que se puede realizar una relativa cuantificación de los componentes. La sensibilidad de este ensayo es similar al análisis inmunoelectroforético convencional, pero hay múltiples variaciones de la técnica que la hacen más útil según el propósito concreto. Este tipo de inmunoelectroforesis ha sido especialmente usado en estudios de proteínas serias y extractos biológicos.
La inmunoelectroforesis en cohete se denomina así por la forma característica del precipitado que se forma en el gel. El principio consiste en cargar en el gel, de forma consecutiva y en perpendicular a la dirección del campo eléctrico, diluciones seriadas con progresivo aumento de la cantidad de antígeno, mientras que el anticuerpo se encuentra repartido por el gel. Esto dará lugar a un precipitado cada vez mayor (a medida que hay más antígeno) que da un aspecto cónico que recuerda a un cohete). Estos métodos se utilizan para la cuantificación de proteínas serias antes de que aparecieran los métodos automatizados.
La contrainmunoelectroforesis consiste en el aprovechamiento de la distinta movilidad electroforética de los dos componentes implicados. Dado que las inmunoglobulinas migran hacia el polo negativo y las proteínas, dada su carga neta negativa, lo hacen hacia el positivo, se colocan de forma inversa a su migración, forzando así su encuentro. Es decir, cerca del polo positivo colocaremos el suero con los anticuerpos que irán contra nuestro antígeno, migrando estos hacia el polo negativo, mientras que cerca del polo negativo se cargarán los antígenos de interés, a sabiendas de que migrarán hacia el polo positivo. De este modo, ambos se encontrarán (según su movilidad electroforética) a una distancia intermedia, asegurando así la interacción.
Por último, la Inmunoelectroforesis de afinidad está basada en los cambios del patrón electroforético de las proteínas debido a su interacción específica con sus ligandos. Esta técnica se utiliza para estimar constantes de uníón. Algunas variantes de esta inmunoelectroforesis son similares a la cromatografía de afinidad dado el uso de ligandos inmovilizados.
La estructura laxa del gel permite la unión adicional de anticuerpos marcados radiactivamente para revelar proteínas específicas. Esta variación se ha usado en la identificación de alérgicos a través de su reacción con IgE.
Existen dos factores que determinan porque los métodos inmunoelectroforesis no son los más utilizados. Por un lado, requieren un trabajo intensivo y cierta experiencia manual. Además, requieren largos stocks de anticuerpos policlonales. Hoy en día, la electroforesis en gel es el método de elección para la caracterización de proteínas, ya que es fácil de realizar, altamente sensible y requiere un bajo número de anticuerpos específicos. Además, las proteínas son separadas sobre la base de su peso molecular, lo cual no sucede en la inmunoelectroforesis, aunque este método sigue siendo práctico cuando no se requieren condiciones reductoras.